# Aphoebantus transcaspicus
Aphoebantus transcaspicus är en tvåvingeart som beskrevs av Paramonov 1925. Aphoebantus transcaspicus ingår i släktet Aphoebantus och familjen svävflugor. Inga underarter finns listade i Catalogue of Life.